# Armanto Gkoufas
Armanto Gkoufas (gr. Αρμάντο Γκούφας, Armando Gufas, ur. 2 lutego 1995 w Atenach), znany również jako Armando Goufas – nikaraguański piłkarz pochodzenia greckiego, grający na pozycji skrzydłowego. Od 2024 gra w greckim klubie Apollon Smyrnis. Jest reprezentantem Nikaragui.

## Wczesne lata
Urodził się w Atenach jako syn greckiego ojca i nikaraguańskiej matki.

## Kariera klubowa
Gkoufas od początku swojej profesjonalnej kariery grał w greckich klubach Panegialios F.C., Apollon Smyrnis i Paleochora F.C. Ponadto, w 2018 występował w rezerwach polskiego Radomiaka Radom. W 2019 został zawodnikiem P.A.S.A. Irodotos.

## Kariera międzynarodowa
3 marca 2019 zadebiutował w reprezentacji Nikaragui w towarzyskim meczu przeciwko Boliwii. W czerwcu 2019 trener Henry Duarte powołał go do reprezentacji na turniej finałowy Złotego Pucharu CONCACAF.

### Bramki w reprezentacji
Lista bramek i rezultatów Nikaragui po ich strzeleniu
| Lp. | Data         | Miejsce spotkania                           | Rywal   | Bramka | Wynik | Rozgrywki       |
| --- | ------------ | ------------------------------------------- | ------- | ------ | ----- | --------------- |
| 1   | 3 marca 2019 | Estadio Bicentenario, Villa Tunari, Boliwia | Boliwia | 2–0    | 2–2   | mecz towarzyski |